# Mikkel Beck
Mikkel Venge Beck (ur. 12 maja 1973 roku w Århus) – były duński piłkarz występujący na pozycji napastnika.

## Kariera klubowa
Mikkel Venge Beck zawodową karierę rozpoczynał w 1992 roku w Boldklubben 1909. W 1993 roku trafił do niemieckiego zespołu Fortuny Kolonia. Występował tam przez trzy sezony, w trakcie których w 76 pojedynkach strzelił 26 bramek. Latem 1996 roku Beck przeniósł się do Anglii, gdzie podpisał kontrakt z Middlesbrough. W ataku "Boro" grał między innymi z takimi zawodnikami jak Włoch Fabrizio Ravanelli, Kolumbijczyk Hamilton Ricard i Anglik Brian Deane. W sezonie 1997/1998 Mikkel w 39 spotkaniach zdobył 14 goli i był najlepszym strzelcem drużyny.
W trakcie rozgrywek 1998/1999 duński napastnik za pół miliona funtów trafił do Derby County. W kolejnym sezonie Beck reprezentował barwy aż czterech klubów – Derby County, Nottingham Forest, Queens Park Rangers oraz Aalborg BK. W letnim okienku transferowym w 2000 roku Mikkel został piłkarzem francuskiego Lille OSC. Spędził tam półtora roku i rozegrał łącznie 33 mecze w lidze, po czym ponownie został wypożyczony do Aalborg BK.
Przez poważną kontuzję Beck zmuszony był do półtorarocznej przerwy w treningach. Po rehabilitacji, w styczniu 2004 roku miał jednak zostać zawodnikiem Crystal Palace. Problemy ze zdrowiem u duńskiego zawodnika zaczęły się jednak powtarzać, w efekcie czego Mikkel w 2004 roku zdecydował się zakończyć piłkarską karierę.

## Kariera reprezentacyjna
W reprezentacji Danii Beck zadebiutował 31 maja 1995 roku w wygranym 1:0 spotkaniu przeciwko Finlandii. W 1996 roku Richard Møller Nielsen powołał go na mistrzostwa Europy. Na imprezie tej Duńczycy zajęli trzecie miejsce w swojej grupie i odpadli z turnieju. Na angielskich boiskach Mikkel wystąpił w zremisowanym 1:1 meczu z Portugalią oraz przegranym 0:3 pojedynku przeciwko Chorwacji. W 2000 roku Beck znalazł się w kadrze swojej drużyny narodowej na kolejne mistrzostwa Europy. Podopieczni Bo Johanssona na Euro przegrali wszystkie spotkania i zajęli ostatnie miejsce w fazie grupowej. Mikkel na boisku pojawił się w meczach z Francją oraz Czechami. W barwach drużyny narodowej Beck rozegrał łącznie 19 pojedynków, w których zdobył 3 bramki.